# Cheumatopsyche
Cheumatopsyche är ett släkte av nattsländor. Cheumatopsyche ingår i familjen ryssjenattsländor.

## Bildgalleri

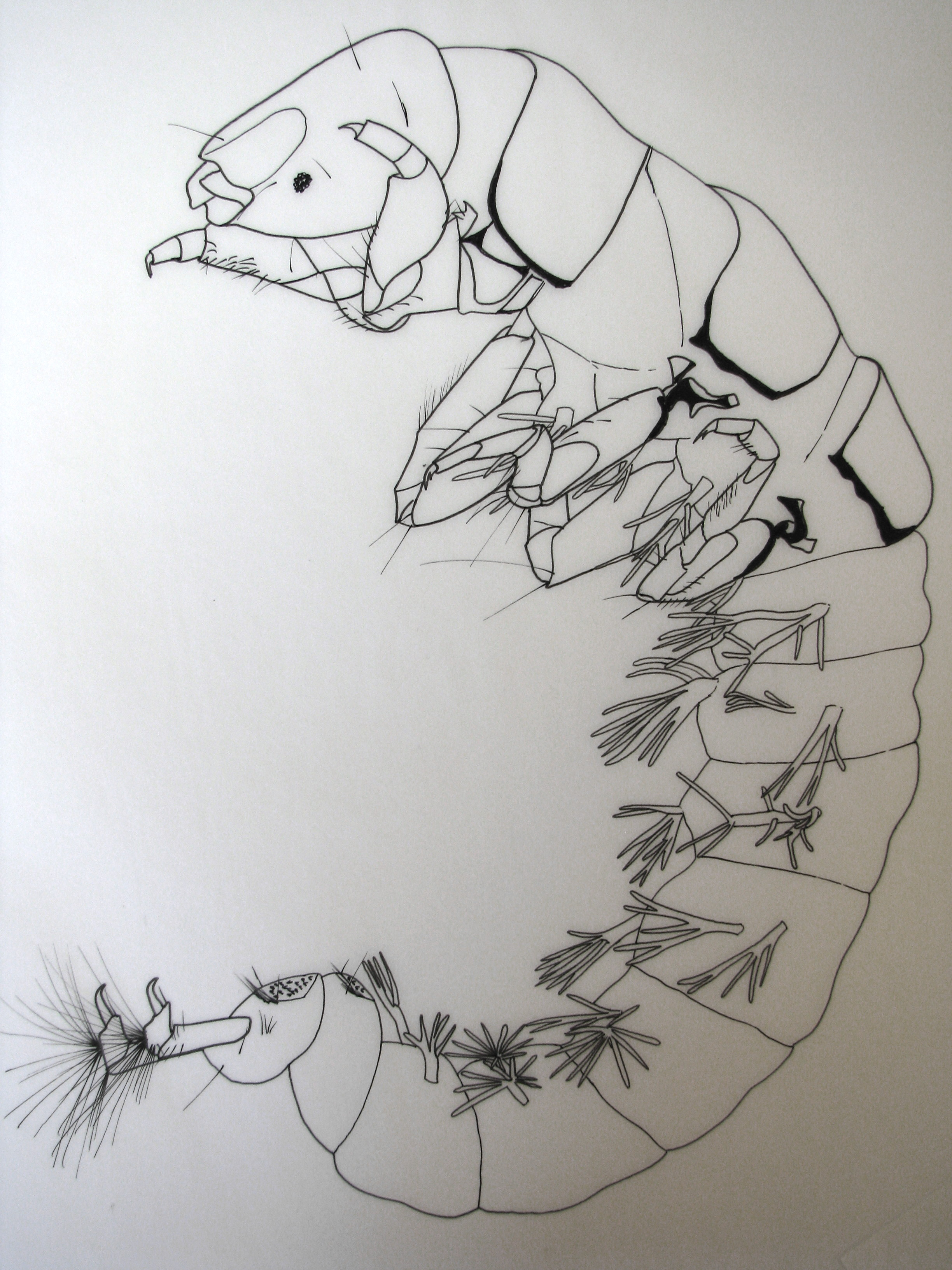
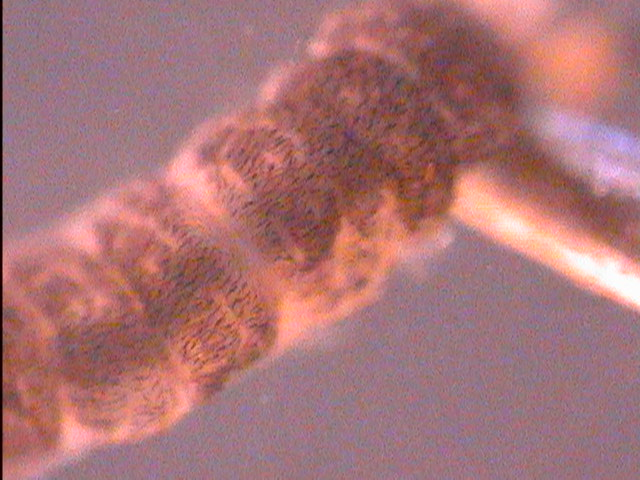
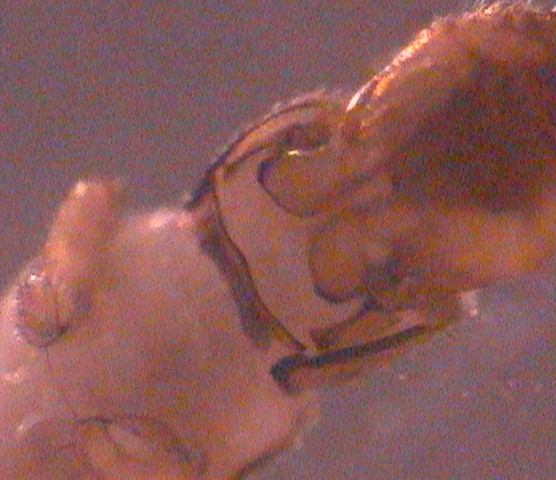
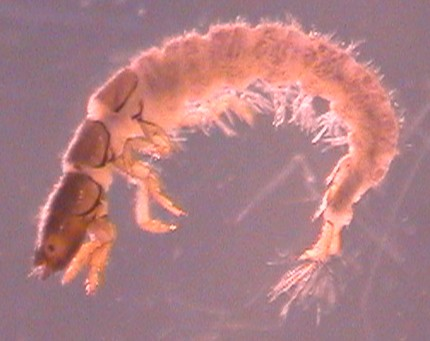

## Dottertaxa tillCheumatopsyche, i alfabetisk ordning[1][2]
- Cheumatopsyche addita
- Cheumatopsyche admetos
- Cheumatopsyche akana
- Cheumatopsyche albocincta
- Cheumatopsyche albofasciata
- Cheumatopsyche albomaculata
- Cheumatopsyche alfierii
- Cheumatopsyche amboinica
- Cheumatopsyche amiena
- Cheumatopsyche amurensis
- Cheumatopsyche analis
- Cheumatopsyche anema
- Cheumatopsyche angusta
- Cheumatopsyche anthracias
- Cheumatopsyche antoniensis
- Cheumatopsyche aphanta
- Cheumatopsyche apicata
- Cheumatopsyche arizonensis
- Cheumatopsyche aterrima
- Cheumatopsyche atlantis
- Cheumatopsyche automedon
- Cheumatopsyche banaueensis
- Cheumatopsyche banksi
- Cheumatopsyche bardiana
- Cheumatopsyche beroni
- Cheumatopsyche bhatrapura
- Cheumatopsyche bibbensis
- Cheumatopsyche bifida
- Cheumatopsyche bimaculata
- Cheumatopsyche boettgeri
- Cheumatopsyche brevilineata
- Cheumatopsyche brevis
- Cheumatopsyche brunnea
- Cheumatopsyche burgeonia
- Cheumatopsyche burksi
- Cheumatopsyche cahaba
- Cheumatopsyche caieta
- Cheumatopsyche calawagana
- Cheumatopsyche camena
- Cheumatopsyche camilla
- Cheumatopsyche campyla
- Cheumatopsyche capitata
- Cheumatopsyche capitella
- Cheumatopsyche caprotina
- Cheumatopsyche carmentis
- Cheumatopsyche carna
- Cheumatopsyche ceramensis
- Cheumatopsyche ceres
- Cheumatopsyche chariklo
- Cheumatopsyche charites
- Cheumatopsyche charybdis
- Cheumatopsyche cheesmanae
- Cheumatopsyche chekiangensis
- Cheumatopsyche chihonana
- Cheumatopsyche chimaira
- Cheumatopsyche chinensis
- Cheumatopsyche chione
- Cheumatopsyche chlorogastra
- Cheumatopsyche chryseis
- Cheumatopsyche chrysothemis
- Cheumatopsyche clavalis
- Cheumatopsyche cocles
- Cheumatopsyche cognita
- Cheumatopsyche columnata
- Cheumatopsyche comis
- Cheumatopsyche comorina
- Cheumatopsyche concava
- Cheumatopsyche concordia
- Cheumatopsyche contexta
- Cheumatopsyche copia
- Cheumatopsyche copiosa
- Cheumatopsyche cornix
- Cheumatopsyche costalis
- Cheumatopsyche cressida
- Cheumatopsyche criseyde
- Cheumatopsyche curvata
- Cheumatopsyche danae
- Cheumatopsyche daurensis
- Cheumatopsyche delamarei
- Cheumatopsyche dhanikari
- Cheumatopsyche diehli
- Cheumatopsyche digitata
- Cheumatopsyche diminuta
- Cheumatopsyche dubitans
- Cheumatopsyche edista
- Cheumatopsyche ela
- Cheumatopsyche enonis
- Cheumatopsyche ernstheissi
- Cheumatopsyche etrona
- Cheumatopsyche excisa
- Cheumatopsyche expeditionis
- Cheumatopsyche explicanda
- Cheumatopsyche falcifera
- Cheumatopsyche fansipangensis
- Cheumatopsyche fausta
- Cheumatopsyche flavosulphurea
- Cheumatopsyche fulvescens
- Cheumatopsyche fusca
- Cheumatopsyche gaia
- Cheumatopsyche galahittigama
- Cheumatopsyche galapitikanda
- Cheumatopsyche galloisi
- Cheumatopsyche gelita
- Cheumatopsyche geora
- Cheumatopsyche georgulmeri
- Cheumatopsyche gibbsi
- Cheumatopsyche globosa
- Cheumatopsyche gordonae
- Cheumatopsyche gracilis
- Cheumatopsyche guadunica
- Cheumatopsyche guerneana
- Cheumatopsyche gyra
- Cheumatopsyche halima
- Cheumatopsyche harwoodi
- Cheumatopsyche helma
- Cheumatopsyche hippolyte
- Cheumatopsyche hoenei
- Cheumatopsyche holzschuhi
- Cheumatopsyche incomptaria
- Cheumatopsyche indica
- Cheumatopsyche infascia
- Cheumatopsyche japonica
- Cheumatopsyche jiriana
- Cheumatopsyche kebumena
- Cheumatopsyche kimminsi
- Cheumatopsyche kinlockensis
- Cheumatopsyche kirimaduwa
- Cheumatopsyche kissi
- Cheumatopsyche kitutuensis
- Cheumatopsyche kraepelini
- Cheumatopsyche langsonina
- Cheumatopsyche lasia
- Cheumatopsyche lateralis
- Cheumatopsyche lebasi
- Cheumatopsyche leleupi
- Cheumatopsyche leloupi
- Cheumatopsyche lepida
- Cheumatopsyche lesnei
- Cheumatopsyche lestoni
- Cheumatopsyche lobata
- Cheumatopsyche logani
- Cheumatopsyche longiclasper
- Cheumatopsyche longinosnavasi
- Cheumatopsyche lucida
- Cheumatopsyche macentae
- Cheumatopsyche maculata
- Cheumatopsyche maculipennis
- Cheumatopsyche madagassa
- Cheumatopsyche marieni
- Cheumatopsyche marmorata
- Cheumatopsyche masia
- Cheumatopsyche mattheei
- Cheumatopsyche meruana
- Cheumatopsyche meyi
- Cheumatopsyche mickeli
- Cheumatopsyche minuscula
- Cheumatopsyche modica
- Cheumatopsyche mollala
- Cheumatopsyche morsei
- Cheumatopsyche musiana
- Cheumatopsyche nathanbanksi
- Cheumatopsyche naumanni
- Cheumatopsyche niasensis
- Cheumatopsyche nigrescens
- Cheumatopsyche ningmapa
- Cheumatopsyche nubila
- Cheumatopsyche obscurata
- Cheumatopsyche obtusa
- Cheumatopsyche opposita
- Cheumatopsyche oxa
- Cheumatopsyche pallida
- Cheumatopsyche parentum
- Cheumatopsyche pasella
- Cheumatopsyche petersi
- Cheumatopsyche pettiti
- Cheumatopsyche pfundsteini
- Cheumatopsyche piljanae
- Cheumatopsyche pinaca
- Cheumatopsyche pinula
- Cheumatopsyche plutonis
- Cheumatopsyche processuata
- Cheumatopsyche pulchripennis
- Cheumatopsyche pulla
- Cheumatopsyche pulverulenta
- Cheumatopsyche punctata
- Cheumatopsyche reticulata
- Cheumatopsyche rhodesiana
- Cheumatopsyche richardsoni
- Cheumatopsyche robisoni
- Cheumatopsyche robusta
- Cheumatopsyche roscida
- Cheumatopsyche rossi
- Cheumatopsyche rubachi
- Cheumatopsyche sagitta
- Cheumatopsyche saltorum
- Cheumatopsyche sauteri
- Cheumatopsyche schwendingeri
- Cheumatopsyche sessilis
- Cheumatopsyche sexfasciata
- Cheumatopsyche simplex
- Cheumatopsyche smithi
- Cheumatopsyche socia
- Cheumatopsyche sordida
- Cheumatopsyche speciosa
- Cheumatopsyche spinifera
- Cheumatopsyche spinosa
- Cheumatopsyche stenocyta
- Cheumatopsyche stigma
- Cheumatopsyche striata
- Cheumatopsyche suffusa
- Cheumatopsyche surgens
- Cheumatopsyche taipeiana
- Cheumatopsyche tectifera
- Cheumatopsyche telensis
- Cheumatopsyche temburonga
- Cheumatopsyche tenerrima
- Cheumatopsyche thaba
- Cheumatopsyche thomasseti
- Cheumatopsyche tienmuiaca
- Cheumatopsyche tincta
- Cheumatopsyche tinjar
- Cheumatopsyche tokunagai
- Cheumatopsyche tournii
- Cheumatopsyche tramota
- Cheumatopsyche transmutata
- Cheumatopsyche triangularis
- Cheumatopsyche trifascia
- Cheumatopsyche trifida
- Cheumatopsyche trilari
- Cheumatopsyche truncata
- Cheumatopsyche uchidai
- Cheumatopsyche uenoi
- Cheumatopsyche ulmeri
- Cheumatopsyche unicalcarata
- Cheumatopsyche urema
- Cheumatopsyche wabasha
- Cheumatopsyche vala
- Cheumatopsyche vannotei
- Cheumatopsyche varia
- Cheumatopsyche ventricosa
- Cheumatopsyche villosa
- Cheumatopsyche virginica
- Cheumatopsyche wrighti
- Cheumatopsyche wulaiana